# Eilema flexistriata
Eilema flexistriata là một loài bướm đêm thuộc phân họ Arctiinae, họ Erebidae.